# Sueyoshi Toshiya
Toshiya Sueyoshi (末吉 隼也 Sueyoshi Toshiya, sinh ngày 18 tháng 11 năm 1987 ở Fukuoka) là một cầu thủ bóng đá người Nhật Bản hiện tại thi đấu cho Fagiano Okayama.

## Sự nghiệp
Được Avispa Fukuoka ký hợp đồng sau khi học tập tại Đại học Fukuoka, anh được trao tặng danh hiệu Lính mới xuất sắc nhất năm của J2 trong mùa giải đầu tiên ở câu lạc bộ.

## Thống kê câu lạc bộ
Cập nhật đến ngày 23 tháng 2 năm 2017.
| Thành tích câu lạc bộ | Thành tích câu lạc bộ | Thành tích câu lạc bộ | Giải vô địch | Giải vô địch | Cúp                   | Cúp                   | Cúp Liên đoàn | Cúp Liên đoàn | Tổng cộng | Tổng cộng |
| Mùa giải              | Câu lạc bộ            | Giải vô địch          | Số trận      | Bàn thắng    | Số trận               | Bàn thắng             | Số trận       | Bàn thắng     | Số trận   | Bàn thắng |
| Nhật Bản              | Nhật Bản              | Nhật Bản              | Giải vô địch | Giải vô địch | Cúp Hoàng đế Nhật Bản | Cúp Hoàng đế Nhật Bản | Cúp Liên đoàn | Cúp Liên đoàn | Tổng cộng | Tổng cộng |
| --------------------- | --------------------- | --------------------- | ------------ | ------------ | --------------------- | --------------------- | ------------- | ------------- | --------- | --------- |
| 2010                  | Avispa Fukuoka        | J2 League             | 31           | 1            | 3                     | 0                     | -             | -             | 34        | 1         |
| 2011                  | Avispa Fukuoka        | J1 League             | 29           | 2            | 2                     | 0                     | 2             | 0             | 31        | 2         |
| 2012                  | Avispa Fukuoka        | J2 League             | 32           | 1            | 2                     | 0                     | -             | -             | 34        | 1         |
| 2013                  | Sagan Tosu            | J1 League             | 7            | 0            | 0                     | 0                     | 4             | 0             | 11        | 0         |
| 2014                  | Oita Trinita          | J2 League             | 36           | 3            | 2                     | 0                     | -             | -             | 38        | 3         |
| 2015                  | Avispa Fukuoka        | J2 League             | 39           | 4            | 1                     | 0                     | -             | -             | 40        | 4         |
| 2016                  | Avispa Fukuoka        | J1 League             | 24           | 0            | 2                     | 1                     | 4             | 0             | 29        | 1         |
| Tổng cộng sự nghiệp   | Tổng cộng sự nghiệp   | Tổng cộng sự nghiệp   | 198          | 11           | 12                    | 1                     | 10            | 0             | 219       | 12        |